# Evergestis limbata
Evergestis limbata — вид лускокрилих комах родини вогнівок-трав'янок (Crambidae).

## Поширення
Вид поширений в Європі. Присутній у фауні України. Evergestis limbata живе у відкритих або чагарникових місцевостях, а також на оброблюваних землях.

## Опис
Розмах крил сягає 20-23 мм. Голова і тіло світло-сірі, основний колір передніх крил — від світло-коричневого до світло-червоно-коричневого, з темнішими жилками. Внутрішня поперечна лінія проходить трохи похило. Темна клиноподібна пляма простягається від зовнішньої поперечної лінії до клітини.
Гусениці бліді і мають трохи темніший верх. Голова світло-коричнева.

## Спосіб життя
За рік формується два покоління, молі першого покоління літають у травні та червні, міль другого — з липня по вересень. молі активні вночі нічні і летять до штучних джерел світла. Гусениці поїдають листя сухоребрика (Sisymbrium), жовтушника (Erysimum) і вайди (Isatis tinctoria). Імовірно, гусениці можуть харчуватися й іншими хрестоцвітними рослинами (Cruciferae). Осінні гусениці зимують у коконі та заляльковуються навесні.